# Црква Светих апостола Петра и Павла у Осенику
Црква Светих апостола Петра и Павла је храм Српске православне цркве који се налази у Осенику, код сарајевског насеља Пазарић у Босни и Херцеговини. Припада Дабробосанској митрополији, архијерејском намесништву сарајевском и седиште је парохије у Пазарићу. Посвећена је Светим апостолима Петру и Павлу.
Црква је саграђена 1896. године за време свештеника Ристе Крстића. После смрти свештеника Крстића 1902. године за пароха је постављен Петар Лалић, који је на парохији остао до 1917. године. Наследио га је свештеник Јован Симић опслужујући ову парохију до 1937. године. За његово време подигнута је филијална црква у Хаџићима посвећена Рођењу Пресвете Богородице. После смрти свештеника Јована Симића за пароха је постављен Милорад Лукић, који је остао на овој парохији до јуна 1941, затим долази Васиљ Тунгуз, средина јула 1945. до 1951, Владимир Лазаревић 1952, Душан Веселиновић од 1953. до 1968, Милан Лучић од 1968. до 1992. Од 1998. парохију у Хаџићима прво је опслуживао свештеник Зоран Перковић а затим Зоран Јеринић.
Током рата у Босни и Херцеговини, црква је заједно са Парохијским домом опљачкана и запаљена 1992. године. Њена обнова је започета 2007. године, а обновљена је 2008. године. Обновљену цркву је 12. јула 2008. године освештао митрополит дабробосански Николај.